# Dutch Food Valley Classic 2012
La Dutch Food Valley Classic 2012, ventisettesima edizione della corsa, valida come evento dell'UCI Europe Tour 2012 categoria 1.1, si svolse il 17 agosto 2012 su un percorso di 197,4 km. Fu vinta dall'olandese Theo Bos, che terminò la gara in 4h 35' 32" alla media di 42,98 km/h.
Furono 117 i ciclisti che portarono a termine la competizione.

## Ordine d'arrivo (Top 10)
| Pos. | Corridore           | Squadra       | Tempo    |
| ---- | ------------------- | ------------- | -------- |
| 1    | Theo Bos            | Rabobank      | 4h35'32" |
| 2    | Peter Sagan         | Liquigas      | s.t.     |
| 3    | Mark Renshaw        | Rabobank      | s.t.     |
| 4    | Tom Veelers         | Argos         | s.t.     |
| 5    | Michaël Van Staeyen | Topsport Vl.  | s.t.     |
| 6    | Blaž Jarc           | Team NetApp   | s.t.     |
| 7    | Fréderique Robert   | Lotto-Belisol | s.t.     |
| 8    | Barry Markus        | Vacansoleil   | s.t.     |
| 9    | Dylan Groenewegen   | Cyc. de Rijke | s.t.     |
| 10   | Sven Vandousselaere | Topsport Vl.  | s.t.     |